# Segunda Guerra de Bremen
Las Guerras Suecas en Bremen se libraron entre el Imperio Sueco y la ciudad Hanseática de Bremen en 1654 y 1666. Bremen reclamaba estar sometida al Emperador del Sacro Imperio, manteniendo la inmediatez imperial, mientras que Suecia reclamaba que Bremen era una mediatizada parte de sus dominios de Bremen-Verden, a su vez territorios inmediatamente inferiores al emperador. Suecia consiguió ganar algo de territorio, pero a pesar de forzar un juramento formal de lealtad en Bremen, no consiguió el control de la ciudad.

## Antecedentes
Cuando en 1648 la Paz de Westfalia puso fin a la Guerra de los Treinta Años, las partes acordaron que el principal obispado de Bremen y el Verden pasarían a ser dominios de Suecia. El tratado de paz se había preparado en un congreso durante los últimos años de la guerra.
Durante las negociaciones, varias ciudades, en su mayoría hanseáticas, solicitaron convertirse en ciudades imperiales, y sólo Bremen tuvo éxito: Fernando III, Emperador del Sacro Imperio aceptó a Bremen como Ciudad imperial libre en 1646. El 1 de junio se firmó un documento respectivo en Linz, con el objetivo de evitar que Suecia se hiciera con la ciudad. In turn Bremen, among other concessions, paid about 100.000 talers. Sin embargo, debido a los esfuerzos diplomáticos suecos, el texto del tratado de 1648 no determinó si Bremen se incluiría o no en el futuro dominio sueco.
El príncipe-arzobispo de Bremen, situado al norte y al este del territorio de la ciudad, estaba ocupado por Suecia desde 1646/47. Las fuerzas suecas habían expulsado entonces a las fuerzas del príncipe-arzobispo Frederick II, Príncipe de Dinamarca, que oficiaba desde 1637 hasta 1648. El 18 de febrero de 1647, el emperador aceptó la anexión por parte de Suecia del territorio del príncipe-arzobispo como secularizado ducado.
Después de la guerra, una disputa sobre la recaudación aduanera entre Bremen y el emperador llevó a este último a imponer una prohibición imperial a la ciudad en 1652/53. Suecia, que nunca había aceptado la inmediatez imperial de Bremen, atacó en 1654.

## Primera guerra (1654)

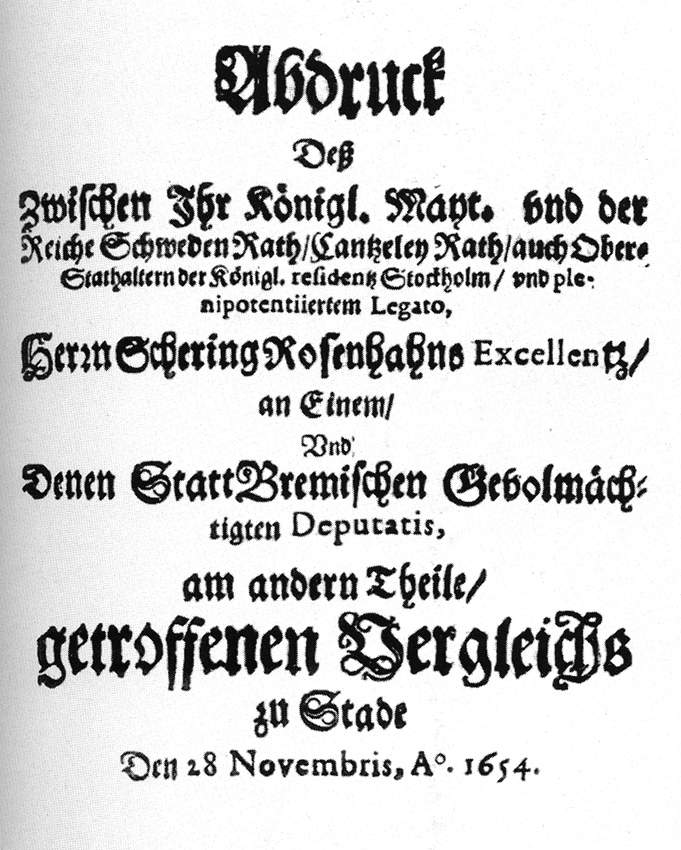
Treaty of Stade, reprint

Las fuerzas suecas comandadas por Hans Kristofer von Königsmark ocuparon parte del territorio de la ciudad, pero no atacaron la ciudad. Bremen reclutó mercenarios y reforzó sus obras defensivas. Sin llegar a ningún enfrentamiento importante, las partes acordaron el de el 28 de noviembre. Se acordó que Suecia mantuviera ocupadas Bederkesa y Lehe, y Bremen tuvo que jurar lealtad al rey sueco Carlos X Gustavo. Bremen lo hizo el 6 de diciembre.

## Segunda guerra (1666)
En 1665, Bremen se negó a jurar lealtad al sucesor de Carlos X Gustavo, Carlos XI de Suecia. En marzo, el riksråd sueco decidió hacer la guerra. A continuación, 12.000 soldados suecos fueron transferidos al Ducado de Bremen a finales de año. En enero de 1666, Carl Gustaf Wrangel partió de Pomerania sueca para comandar el ejército sueco, que a principios de 1666 contaba con 14.000 soldados. En verano, todo el territorio de la ciudad de Bremen estaba ocupado, excepto la propia ciudad.
El canciller sueco de Bremen-Verden, Esaias von Pufendorf, acudió a la corte de París para establecer una alianza con Francia. La posición sueca era que Francia debía intervenir del lado sueco, ya que Bremen era sueca según la Paz de Westfalia, de la que Francia era un garante. Sin embargo, Pufendorf fue informado por Hugues de Lionne de que Francia no dudaría en declarar abiertamente que leía el tratado por ser Bremen una ciudad imperial, antes que provocar una nueva gran guerra con el Sacro Imperio Romano y la República Holandesa con un asalto que Suecia y Francia difícilmente podrían ganar. Lionne dijo que a Suecia le convendría esperar a una situación en la que los holandeses y los principados alemanes vecinos estuvieran débiles, y entonces tomar la ciudad de Bremen por sorpresa.

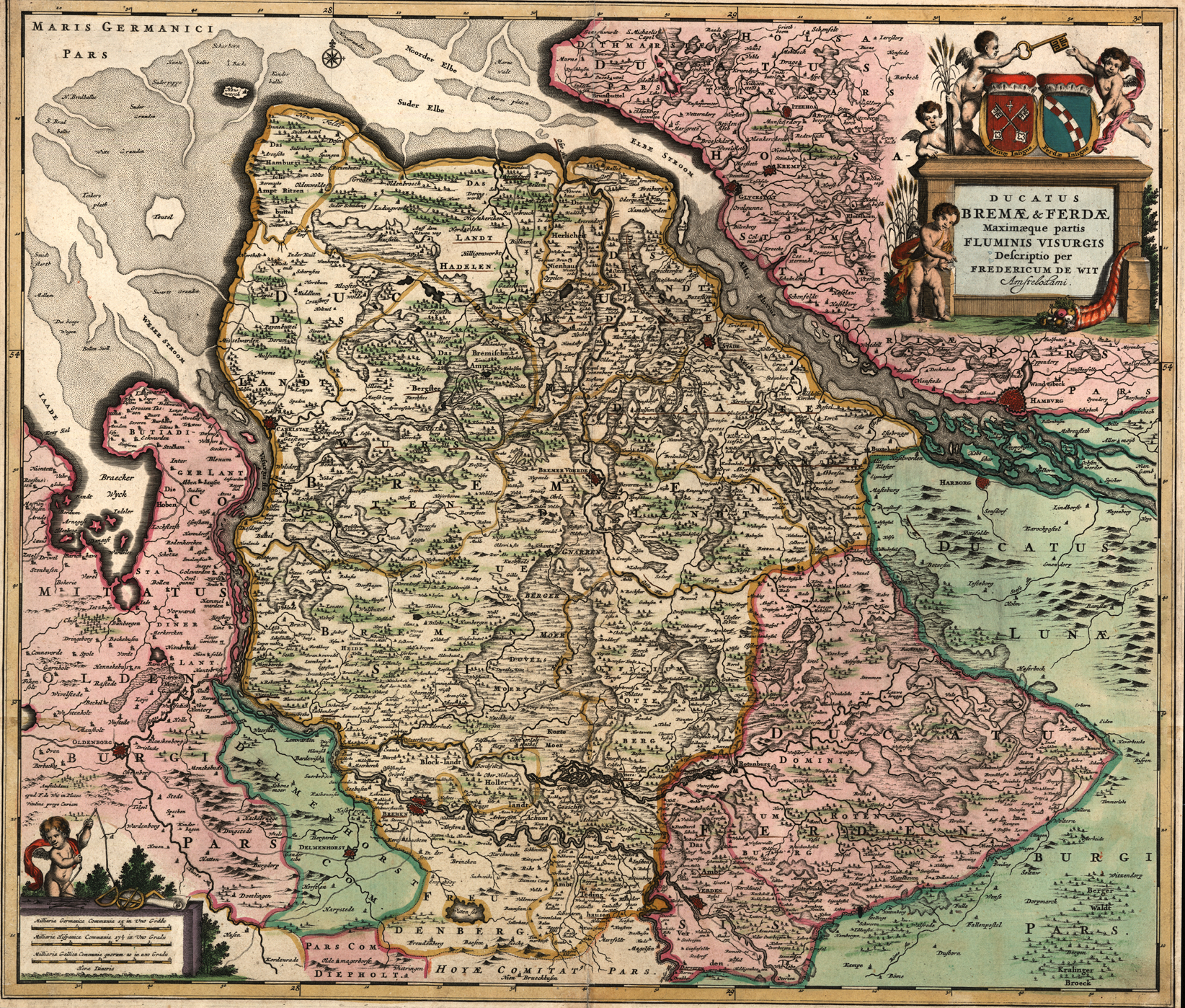
Bremen-Verden in 1655. Bremen (center bottom) and the secularized Prince-Archbishopric of Bremen (center) in yellow, Verden (bottom right) in red.

La ciudad de Bremen, por su parte, consiguió reunir aliados, sobre todo Brunswick-Lüneburg (Celle) y el Electorado de Colonia, que levantó un ejército de socorro. Brandeburgo, Dinamarca y la República Holandesa se unieron a la alianza antisueca. Wrangel no consiguió tomar la ciudad e inició las negociaciones en su cuartel general de Habenhausen. El 14 de noviembre se firmó la Paz de Habenhausen: La ciudad sueca de Bremen-Verden se vio obligada a destruir las fortalezas construidas cerca de la ciudad. Bremen tuvo que prescindir de su estatus de ciudad imperial durante las sesiones contemporáneas de la Dieta Imperial, que estaban previstas hasta finales del siglo XVII. También se prohibió a Bremen emitir representantes a la Dieta del Círculo de la Baja Sajonia. Lo que no se pudo prever en el momento de la paz fue que la Dieta Imperial se convertiría en la "Dieta Perpetua de Ratisbona", que duraría hasta la disolución del Sacro Imperio Romano en 1806. Además, Bremen tuvo que ceder sus territorios al norte de la ciudad y en el bajo Weser. Sin embargo, la propia ciudad, con una serie de pueblos alrededor, mantuvo su independencia. Cuando en 1700 Carlos XII de Suecia preguntó al Gobierno General de Bremen-Verden qué hacer con la independencia de Bremen, el Gobierno General recomendó conceder su estatus de "Ciudad Imperial Libre".

## Consecuencias
En 1672, Suecia fundó Carlsburg en la confluencia de los ríos Weser y Geeste para competir con Bremen, pero el asentamiento no prosperó. Más tarde, Suecia perdió toda Bremen-Verden durante la Gran Guerra del Norte (1700-1721).